# Paul Buberl
Paul Buberl (* 29. Mai 1883 in Franzensbad, Böhmen; † 10. Juli 1942 in Wien) war ein österreichischer Kunsthistoriker.
Paul Buberl war der Sohn des Hoteliers Wilhelm Buberl. Er studierte seit 1902 an der Universität Wien Kunstgeschichte vor allem bei Franz Wickhoff. 1905 bis 1907 war er Mitglied des Österreichischen Institut für Geschichtsforschung und wurde 1907 mit der Arbeit Die monumentale Malerei des frühen Mittelalters in Österreich promoviert. Anschließend trat er als Sekretär in die Dienste der K.k. Zentralkommission für Denkmalpflege, 1914 wurde er Generalkonservator für die deutschsprachigen Teile Österreichs. 1920 wurde er Direktor die Kunstabteilung des Auktionshauses Dorotheum in Wien.
Buberl publizierte vor allem zur byzantinischen und mittelalterlichen Buchmalerei sowie mehrere Bände der Österreichischen Kunsttopographie.

## Schriften (Auswahl)
- Die illuminierten Handschriften in Steiermark 1: Die Stiftsbibliotheken zu Admont und Vorau (= Beschreibendes Verzeichnis der illuminierten Handschriften in Österreich Bd. 4, 1). Hiersemann, Leipzig 1911.
- Österreichische Kunsttopographie:
  - Band 8. Denkmale des politischen Bezirkes Zwettl. Teil 1: Der Gerichtsbezirk Allentsteig. Teil 2: Die Gerichtsbezirke Gross-Gerungs und Zwettl. Wien 1911.
  - mit Franz Martin: Band 10. Denkmale des politischen Bezirkes Salzburg. Teil 1: Die Gerichtsbezirke St. Gilgen, Neumarkt, Talgau (Salzburg-Land). Teil 2: Die Gerichtsbezirke Gross-Gerungs und Zwettl. Wien 1913.
  - mit Franz Martin: Band 11. Denkmale des politischen Bezirkes Salzburg. Teil 3: Die Denkmale des Gerichtsbezirk Salzburg. Wien 1916.
- Die byzantinischen Handschriften 1: Der Wiener Dioskurides und die Wiener Genesis (= Beschreibendes Verzeichnis der illuminierten Handschriften in Österreich Bd. 8 = Die illuminierten Handschriften und Inkunabeln der Nationalbibliothek in Wien Bd. 4, 1). Hiersemann, Leipzig 1937 (Digitalisat).
- Die byzantinischen Handschriften 2: Die Handschriften des X.–XVIII. Jahrhunderts (= Beschreibendes Verzeichnis der illuminierten Handschriften in Österreich Bd. 8 =  Die illuminierten Handschriften und Inkunabeln der Nationalbibliothek in Wien Bd. 4, 2). Hiersemann, Leipzig 1938.
- Die antiken Grundlagen der Miniaturen des Wiener Dioskurides. In: Jahrbuch des Deutschen Archäologischen Instituts. Band 51, 1936, S. 99 ff.